# Centrale depressie van Catalonië
| ■ Pyreneeën ■ Prepyreneeën ■ Centrale depressie van Catalonië ■ Pequeñas uitlopers in de centrale depressie | ■ Cordillera Transversal ■ Serralada Prelitoral ■ Cordillera Litoral ■ Depressies langs de kust, Catalaanse kustdepressie en kustvlakten |

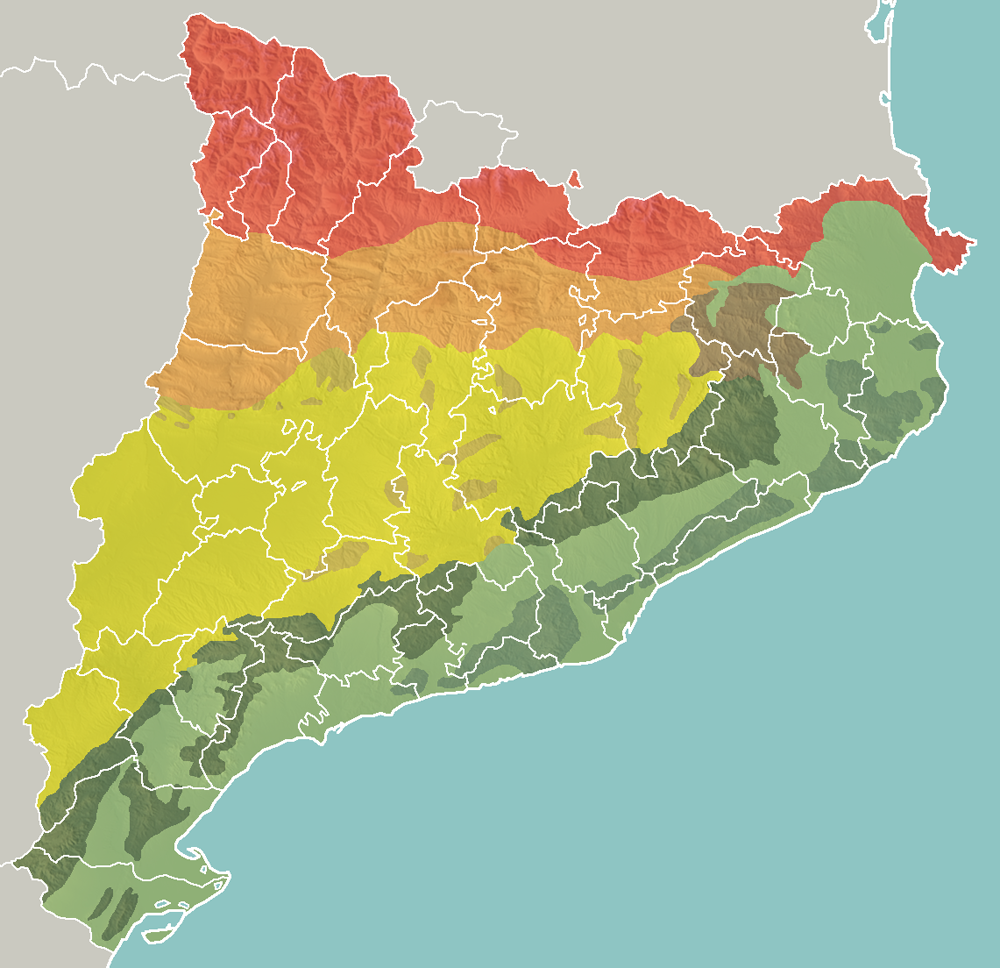
Geomorfologie van Catalonië

De Centrale depressie van Catalonië of kortweg Centrale Depressie is de naam van het Catalaanse deel van de depressie van de Ebro. Deze depressie heeft de vorm van een driehoek en grenst in het noorden aan de Prepyreneeën in het oosten aan de Cordillera Transversal en in het zuidoosten aan Serralada Prelitoral.